# Oratorio di Sant'Antonio Abate (Genova)

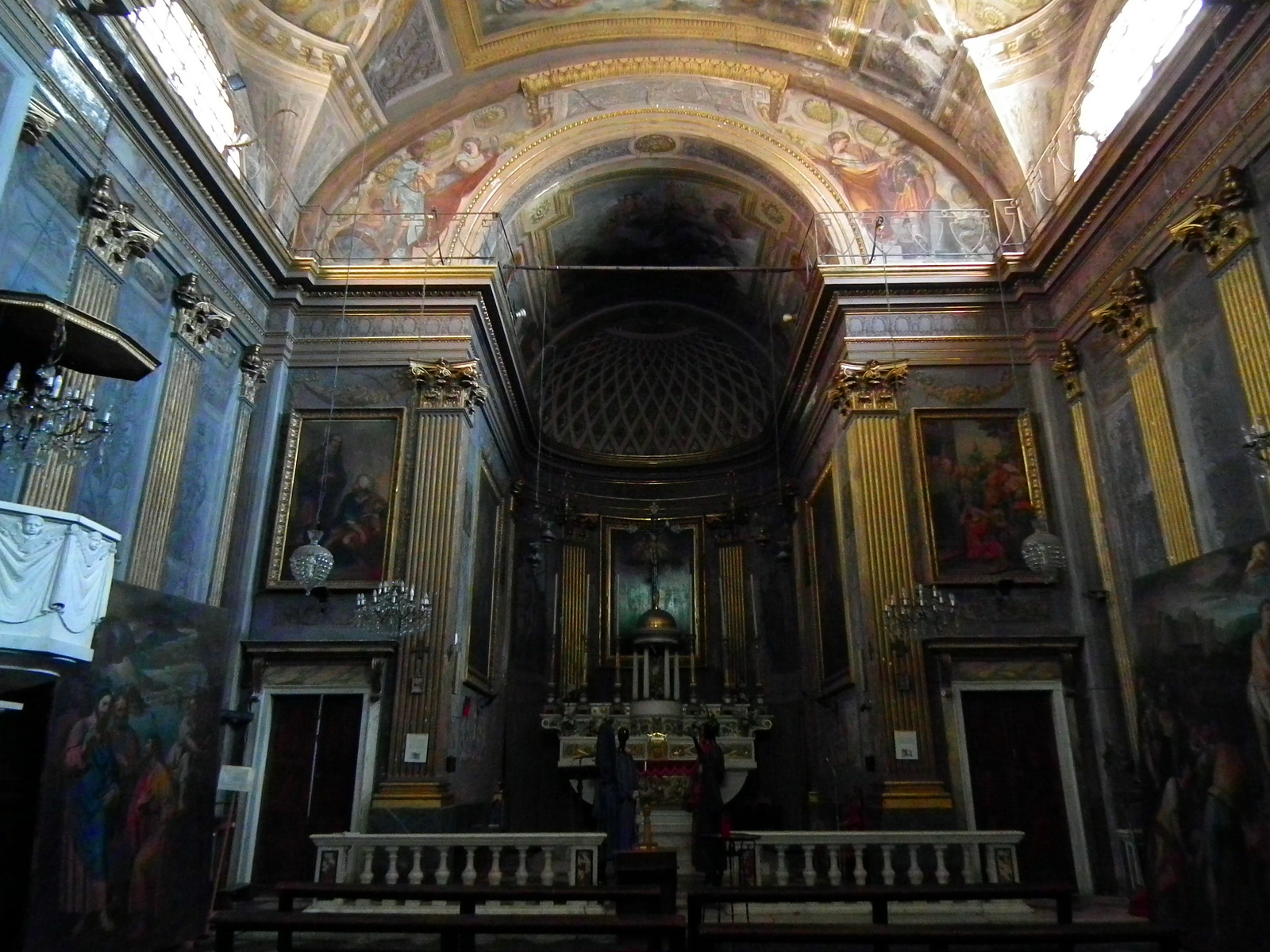
L'interno

L'oratorio di Sant'Antonio Abate, detto anche Sant'Antonio Abate alla Marina è un edificio religioso del centro storico di Genova, situato in vico sotto le Murette, nel quartiere del Molo.
Attualmente l'oratorio, caso unico a Genova, è sede della parrocchia del SS. Salvatore e S. Croce, la cui chiesa, nella vicina piazza Sarzano, venne semidistrutta dai bombardamenti dell'ultimo conflitto e non fu più riaperta al culto.

## Storia
Posto sulle mura della Marina, sul fronte a mare del colle di Sarzano, a fianco della ex chiesa di San Salvatore, l'oratorio di Sant'Antonio Abate risale al primo decennio del Seicento; fu edificato come sede della omonima "casaccia" (confraternita), costituita nel XV secolo presso la scomparsa chiesa di S. Domenico. Si arricchì, soprattutto nel Seicento, di un'importante quadreria oggi in gran parte dispersa.
Nel 1684 venne gravemente danneggiato dal bombardamento navale francese e fu restaurato a partire dal 1706.
Nel 1777 ben venti "Compagnie" risultavano aggregate alla casaccia che faceva capo all'oratorio.
Soppresso come tutti gli oratori nel 1811, durante il periodo napoleonico, fu riaperto al culto il 22 settembre 1816; nel 1828 subì un profondo restauro, su progetto di Carlo Barabino, con la collaborazione dello scultore Ignazio Peschiera, finanziati da un certo Carlo Moresco, bottaio, che non avendo eredi volle destinare le sue sostanze all'oratorio. Al termine del restauro, il 17 aprile 1836, privilegio insolito per un oratorio, fu consacrato dall'arcivescovo Placido Maria Tadini.
Nell'ultimo dopoguerra, pur continuando ad ospitare la confraternita di Sant'Antonio abate, divenne sede della parrocchia del SS. Salvatore e S. Croce, che aveva perso per i bombardamenti il suo principale luogo di culto; restaurata dopo anni di abbandono, la ex chiesa di San Salvatore non appartiene più al patrimonio ecclesiastico ma ospita l'aula magna della facoltà di architettura dell'Università di Genova.

## Struttura
L'esterno si presenta architettonicamente molto semplice, con il tetto a capanna e la facciata priva di ornamenti, tranne la statua seicentesca del santo titolare sopra al portale d'ingresso e quella della Madonna posta in una nicchia sul lato destro, al di sopra dell'iscrizione "Posuerunt me custodem", proveniente dalla scomparsa porta della Lanterna, demolita nel 1877. Un finestrone semicircolare si trova nella parte superiore della facciata ed altri sei, tre per parte, sono aperti nelle pareti laterali.

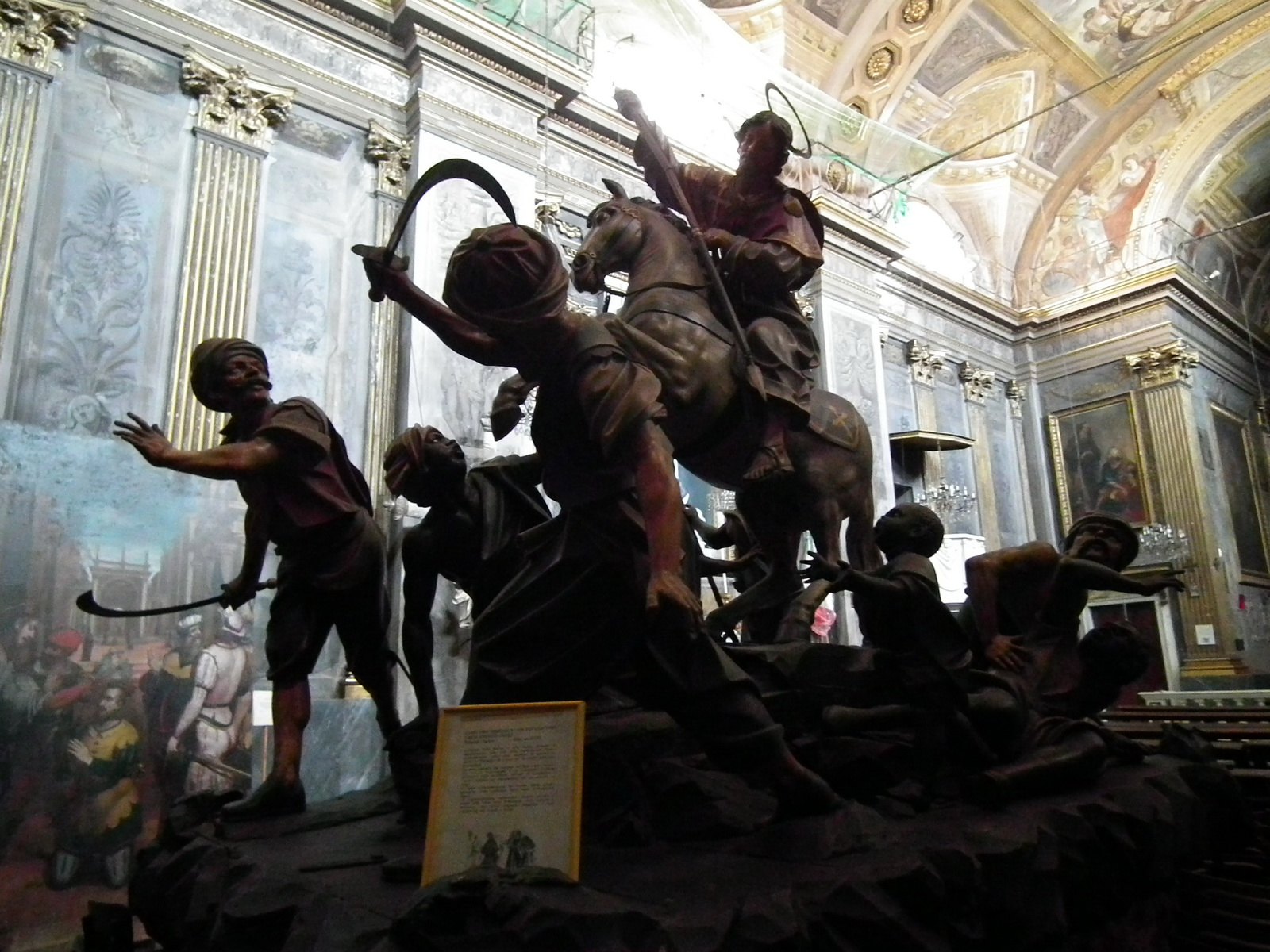
La cassa processionale del Navone raffigurante San Giacomo che sconfigge i Mori

L'interno ha un'unica navata con volta a botte. Pur senza poter più vantare il corredo artistico di un tempo, in gran parte disperso con la chiusura del 1811, conserva ancora alcuni pezzi notevoli: una tavola con Sant'Antonio che ritrova le spoglie di S. Paolo eremita opera di Luca Cambiaso, la cassa processionale settecentesca con San Giacomo che sconfigge i Mori, commissionata a Pasquale Navone e da lui realizzata in collaborazione con i suoi allievi (al Navone è attribuita con certezza la figura di San Giacomo a cavallo), il Cristo Bianco (1710), ritenuta dall'Alizeri una delle migliori opere del Maragliano, che risultava anche registrato tra i confratelli della casaccia (… tra' suoi belli bellissimo. Non vidi tra i molti da lui condotti per casacce ed oratorii … figura più commovente, più nobile di questa) e il Cristo Moro, crocifisso processionale di Domenico Bissone (1639), assai popolare un tempo tra i Genovesi per la preziosità dei materiali di cui è composto (legni pregiati per la scultura del Cristo, rivestimento di tartaruga con decorazioni in oro e argento per la croce). Il Cristo Moro e la cassa del Navone non facevano parte del patrimonio storico di Sant'Antonio Abate, ma provengono dall'oratorio di San Giacomo delle Fucine, demolito nel 1872 per il tracciamento di via Roma. Con le innovazioni urbanistiche di fine Ottocento varie confraternite, che avevano visto distrutti i loro oratori, vennero infatti accolte nell'oratorio di Sant'Antonio, portando anche parte del loro patrimonio artistico, compreso un ricco apparato processionale.

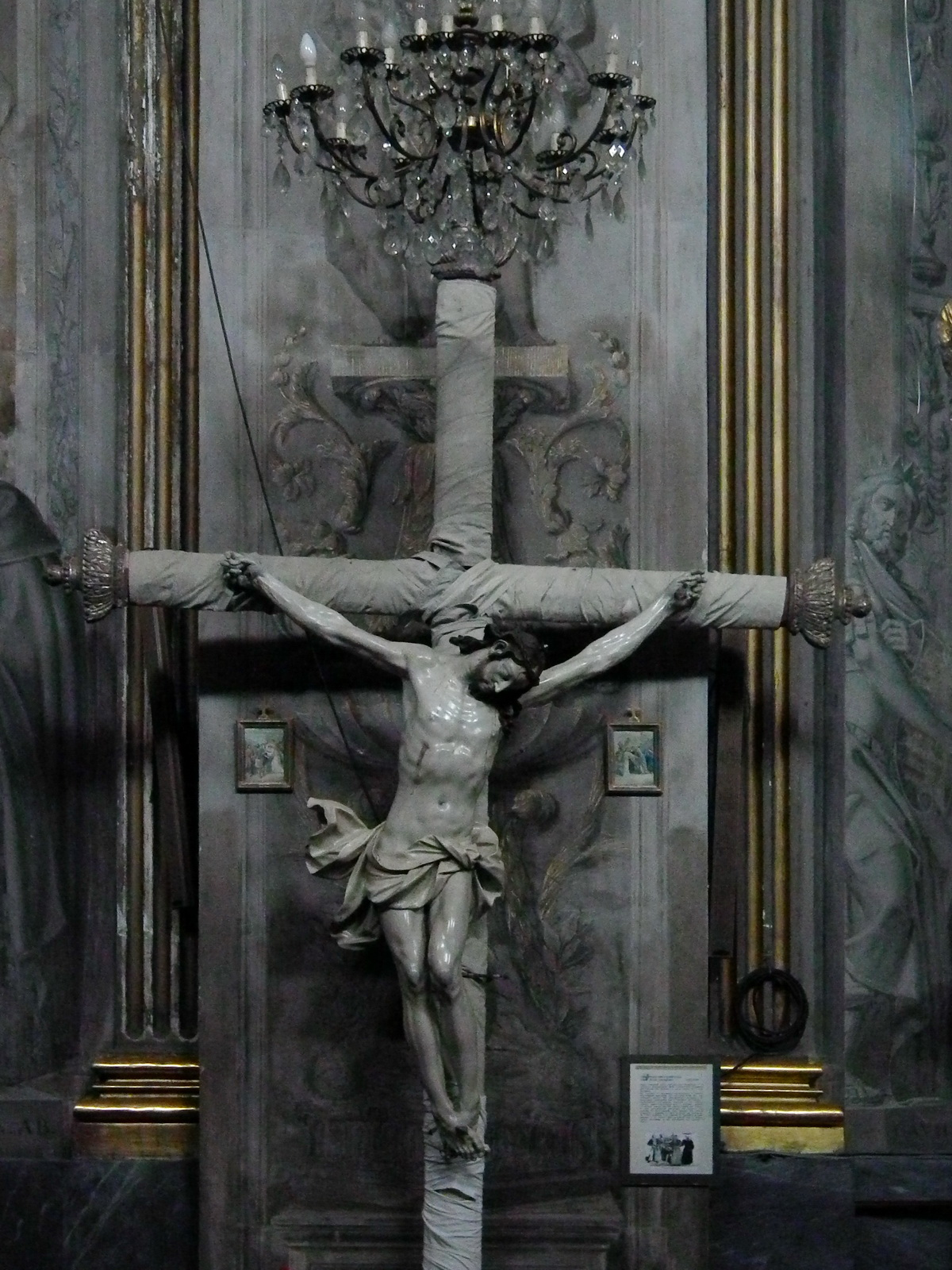
Il Cristo bianco del Maragliano

Sull'altare di destra sono collocate tre statue ottocentesche in marmo bianco, di Ignazio Peschiera (San Paolo, Santa Barbara e Immacolata Concezione). Sono presenti inoltre due dipinti ottocenteschi, opera di Giuseppe Passano, che raffigurano Sant'Antonio e San Paolo che spartiscono il pane miracoloso e la Sepoltura di Sant'Antonio. Allo stesso Passano si deve il ciclo di affreschi nella volta con episodi della vita del santo, e la decorazione delle pareti con raffigurazioni in chiaroscuro di celebri eremiti, inframmezzate da lesene.
L'altare maggiore, neoclassico, fu realizzato nel 1832 su disegno del Barabino, al quale si deve anche il disegno del pulpito in marmo collocato sulla parete sinistra, realizzato nel 1822 dallo scultore Sebastiano Mantero, figlio del più noto Bernardo.
Tra le opere scomparse, vi erano le pale che ornavano gli altari laterali, di Andrea Ansaldo, Biagio Assereto, Giulio Benso e Bernardo Castello, oltre ad altre tele del Cambiaso ed una cassa processionale raffigurante Sant'Antonio tentato dai demoni, opera di Pietro Galleano, andata distrutta.